# جاشوا کینگ
جاشوا کریستین کوجو کینگ (انگلیسی: Joshua Christian Kojo King؛ زادهٔ ۱۵ ژانویهٔ ۱۹۹۲) بازیکن فوتبال اهل نروژ است.